# Swales
Swales är en familj som härstammar från England. Ett fåtal medlemmar av familjen Swales finns i Sverige.
Den största svenska grenen härstammar från Charles Stanley Swales med ursprung i trakterna kring Wales, Newport och Cardiff. Charles tjänstgjorde som torpedman på den brittiska jagaren HMS Hunter, under andra världskriget och var en av de få som överlevde stridsskeppets undergång under Slaget om Narvik, 10 april 1940, mot tyskarna. Efter att ha legat i vattnet plockades han upp av tyskarna och hamnade i fångläger, varifrån han rymde och lyckades ta sig till Sverige. Där lärde han känna den svenska flickan Marianne Florén, innan han tog sig tillbaka till Storbritannien och nya uppdrag i brittiska flottan. Marianne flyttade efter, de gifte sig och fick barn under kriget, även om Charles länge var ute i fält. Vid minst ett tillfälle fick hustrun Marianne skriftligt besked från brittiska flottan om att maken omkommit i strid - ett öde som redan mött Charles båda bröder, som tjänstgjort på andra stridsfartyg. Men, dödsbeskeden kunde revideras efter Charles hemkomst. Efter kriget flyttade familjen tillbaka till Mariannes Hälsingland varifrån barn och barnbarn etablerat sig i Söderhamn, Västerås, Stockholm och Skåne.
Namnet Swales antas komma från en plats som kallades "The swales dale" - svalornas dal.